# Abdij Andlau

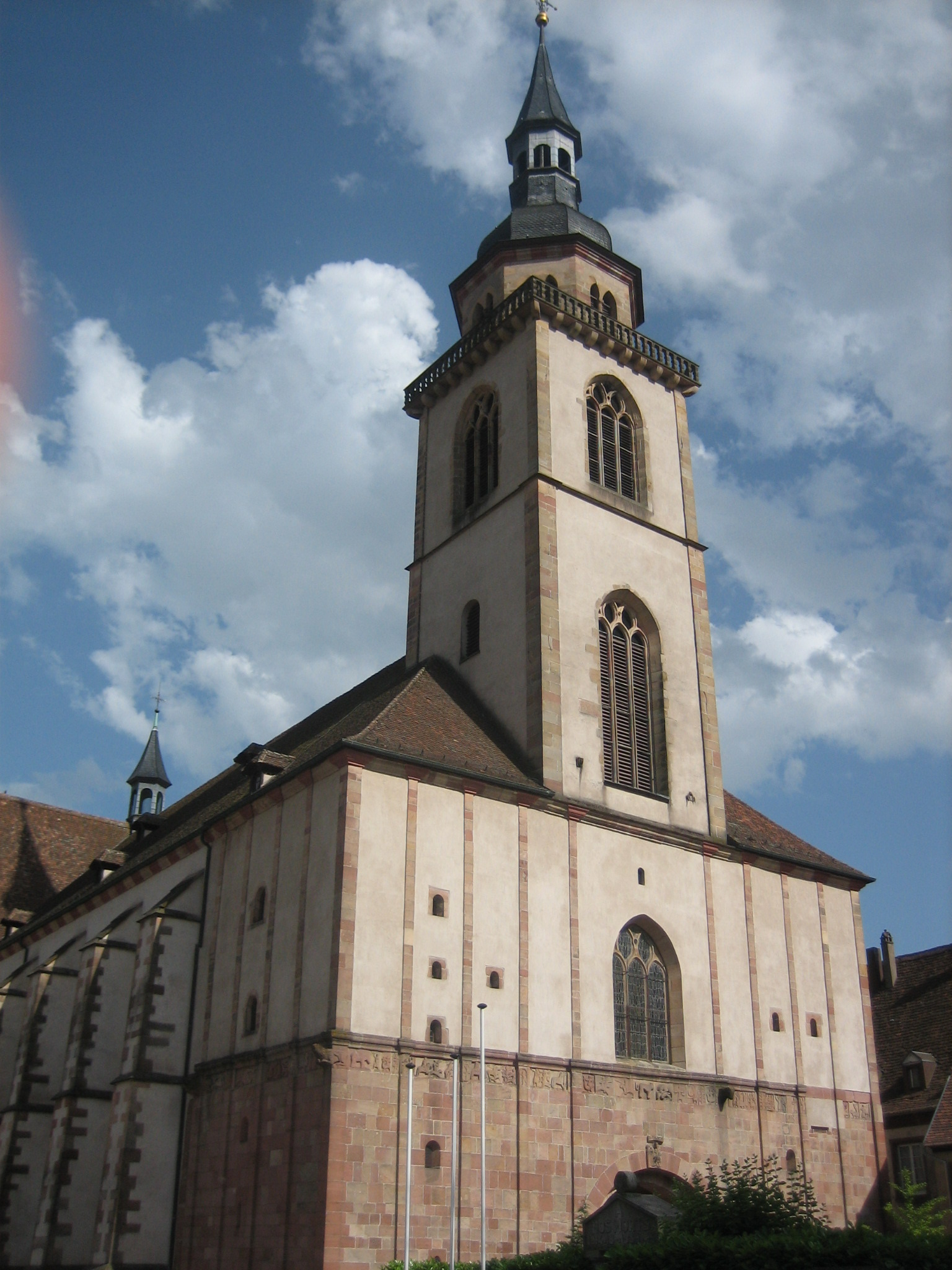
De Abdij Andlau

Andlau is gesticht als een abdij die de benedictijner regels volgde, vanaf 1318 een seculiere levenswijze volgde en rond 1499-1502 een stift van seculiere kanunnikessen werd.

## Geschiedenis
In 880 werd door keizerin Richardis, de vrouw van Karel III, de Dikke een abdij voor benedictinessen gesticht te Andlau in de Elzas.
Tussen 1178 en 1212 ging de voogdij over de abdij van de graven van Egisheim-Dagsburg over aan het Heilige Roomse Rijk. Koning Rudolf (1273-1291) verleende de heren van Andlau het stadhouderschap van de rijksburcht en het schoutambt van Andlau. Hierdoor werden de oorspronkelijke dienstmannen van de abdij machtiger dan de abdis. Ter compensatie was de abdis sinds 1288 rijksvorstin. Op 19 april 1499 werd de abdij omgezet in een wereldlijk adellijk damessticht. Tijdens de Reformatie slaagden de heren van Andlau er niet in het abdijvorstendom te seculariseren.
In paragraaf 87 van het Verdrag van Münster in 1648 werd de zelfstandigheid van abdij bevestigd. In het kader van de reunionspolitiek werd het gebied in 1680 door Frankrijk ingelijfd.